# Maconge
Maconge település Franciaországban, Côte-d’Or megyében. Lakosainak száma 134 fő (2022. január 1.). Maconge Créancey, Rouvres-sous-Meilly, Vandenesse-en-Auxois és Meilly-sur-Rouvres községekkel határos.

## Népesség
A település népességének változása:
| Lakosok száma | 115  | 95   | 76   | 127  | 143  | 133  | 132  | 132  | 132  | 134  |
|               | 1968 | 1982 | 1990 | 2006 | 2012 | 2015 | 2017 | 2019 | 2020 | 2022 |